# اوبرستورموهر

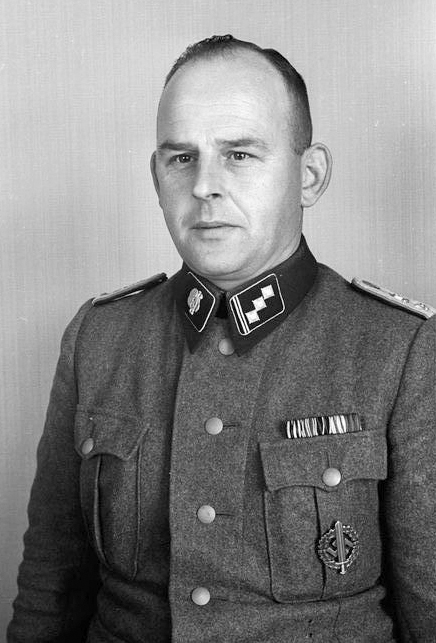
SS-Obersturmführer فرانز أبروميت الذي عمل في معسكر اعتقال ماوتهاوزن

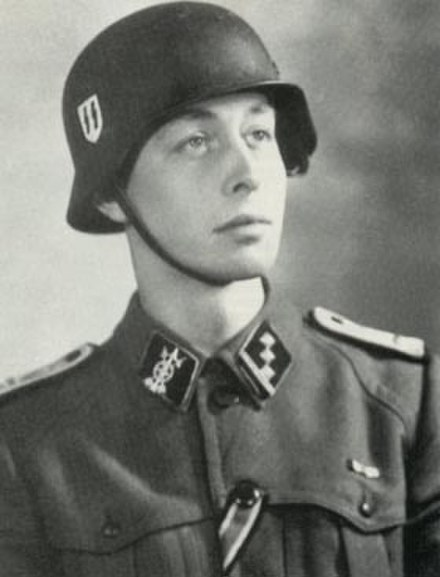
بيو فيليباني رونكوني في زي متطوع أجنبي في فافن إس إس. وهو يرتدي علامات طوق الكتيبة الأولى من كتيبة Waffen-Grenadier-Brigade der SS (italienische Nr. 1).

اوبرستورموهر («زعيم العاصفة») رتبة شبه عسكرية في الحزب النازي الذي تم استخدامه في العديد من المنظمات النازية، مثل كتيبة العاصفة والشوتزشتافل والفيلق الاشتراكي الوطني الالي وفيلق الاشتراكيين الوطنيين. تتم ترجمة المصطلح كـ«قائد هجوم كبير (أو عاصفة)».  
تم إنشاء رتبة اوبرستورموهر لأول مرة في عام 1932 نتيجة لتوسعة كتيبة العاصفة والحاجة إلى رتبة إضافية لضباط. أصبحت رتبة اوبرستورموهر أيضًا رتبة في الإس إس في نفس الوقت. 
يكون حامل رتبة كتيبة العاصفة- اوبرستورموهر عادة قائد سرية مسؤول عن خمسين إلى مائة رجل. 

## الشارة
- علامة الكتف
- بقع Gorget